# Кримінально-виконавчий кодекс України
Криміна́льно-викона́вчий ко́декс Украї́ни — це нормативний акт, який регулює порядок відбування кримінального покарання. Набрав чинності з 1 січня 2004 року, з цим втратив чинність Виправно-трудовий кодекс УРСР.

## Структура
Кримінально-виконавчий кодекс України складається із загальної частини, особливої частини та прикінцевих положень.
Загальна частина містить один розділ — «Загальні положення», де регулюються правовий статус засуджених, органи й установи відбування покарання та нагляд за виконанням.
Особлива частина містить 4 розділи щодо виконання покарань:
1. Не пов'язаних із позбавленням волі (штраф, позбавлення рангу, позбавлення права обіймати певні посади або займатися певною діяльністю, громадські та виправні роботи, службові обмеження, арешт, обмеження волі, конфіскація майна та тримання в дисциплінарному батальйоні).
2. У вигляді позбавлення волі.
3. У вигляді довічного позбавлення волі.
4. Звільнення від відбування покарання.

У прикінцевих положеннях зазначається, коли цей кодекс набрав чинності, які кодекси втратили чинність, які закони регулюють кримінально-процесуальне право тощо.

## Мета КВК України
Кримінально-виконавче законодавство України регламентує порядок та умови виконання кримінальних покарань із метою захисту особи, суспільства, держави від засуджених, їх виправлення та ресоціалізації, запобігання вчиненню нових злочинів як засудженими, так і іншими особами, а також запобігання незаконному поводженню із засудженими.
Завданням кримінально-виконавчого законодавства України є визначення принципів виконання кримінальних покарань, правового статусу засуджених, гарантій захисту їх прав, інтересів та обов'язку, порядку застосування до них заходів впливу з метою виправлення; визначення системи органів та установ виконання покарань, їх функцій, нагляду і контролю за виконанням покарань, порядку та умов виконання та відбування; визначення звільнення від відбування покарання.

## Деякі загальні положення
1. Кримінально-виконавче законодавство України складається з Кримінально-виконавчого кодексу України, інших актів законодавства та міжнародних договорів (ст. 2) в тих частинах, які не суперечать цьому Кодексу (прик. пол., п. 3).
2. Порядок та умови виконання покарань визначаються та забезпечується відповідно до чинного на час виконання покарання законодавства (ст. 3).
3. Підставами для виконання та відбування покарання є вирок суду, що набрав законної сили, інші рішення суду, закон України про амністію та акт помилування (ст. 4)
4. Визначення термінів:
  - Виправлення засудженого — процес позитивних змін, що відбуваються в його особистості та створюють у нього готовність до самокерованої правослухняної поведінки.
  - Ресоціалізація — свідоме відновлення засудженого в соціальному статусі повноправного члена суспільства. Необхідною умовою для ресоціалізації є виправлення засуджених. (ст. 6, ч. 1, 2)
5. Основними засобами виправлення та ресоціалізації є встановлений порядок виконання та відбування покарання (режим), праця, соціально-виховна робота, навчання та громадський вплив. Ці засоби застосовуються з урахуванням виду покарання, особистості засудженого, характеру та ступеня суспільної небезпеки і мотивів вчиненого злочину, а також поведінки засудженого під час відбування покарання. (ст. 6, ч. 3, 4)